# سیارک ۲۵۹۰۳
سیارک ۲۵۹۰۳ (به انگلیسی: 25903 Yuvalcalev، نامگذاری:2000YC116)۲۵۹۰۳مین سیارک کشف شده‌است که در ۳۰ دسامبر ۲۰۰۰ کشف شد.